# Corymorpha apiciloculifera
Corymorpha apiciloculifera is een hydroïdpoliep uit de familie Corymorphidae. De poliep komt uit het geslacht Corymorpha. Corymorpha apiciloculifera werd in 2003 voor het eerst wetenschappelijk beschreven door Xu & Huang. 